# 头桥街道 (贵阳市)
头桥街道是中华人民共和国贵州省貴陽市云岩区下辖的一个街道办事处。
2012年8月14日，贵阳市人民政府通知决定撤销49个街道办事处，设立90个社区服务中心。
2020年1月10日，贵阳市人民政府通知决定撤销社区服务中心，恢复设立街道办事处。

## 行政区划
头桥街道下辖以下村级行政区划单位：
黔春社区、头二桥社区、海马社区、英烈社区、黄金社区、双峰社区、延西社区、宏福社区、柳湾社区、罗汉营社区、金鼎社区、松山社区、龙城社区、五柳社区、金谷社区、贝地社区。